# Rio Roosevelt
O Rio Roosevelt, anteriormente conhecido como Rio da Dúvida é  um rio brasileiro que nasce no estado de Rondônia. O seu nome é em homenagem ao ex-presidente dos Estados Unidos Theodore Roosevelt, que participou da Expedição Científica Rondon-Roosevelt, para definir se ele era ou não afluente do Amazonas.
Em seu percurso, atravessa uma parte do Mato Grosso, entrando a seguir no estado do Amazonas, onde se torna um afluente do rio Aripuanã.
Inicialmente foi chamado rio da Dúvida porque nas cartas náuticas constava a existência de um curso d'água interligando as nascentes do afluente Madeira do Rio Amazonas com a Bacia do Prata. Graças a uma expedição no início do século XX, seu verdadeiro curso foi conhecido e o rio foi rebatizado como rio Roosevelt.
A visita do então ex-presidente americano Theodore Roosevelt ao Brasil, chamada de Expedição Científica Rondon-Roosevelt, comandada pelo Marechal Cândido Rondon, foi interessante para o Brasil porque, embora não existisse a hipotética passagem fluvial para o Prata, descobriu-se que o espaço compreendido entre rios era ainda uma região inexistente nos mapas brasileiros e, segundo os cálculos de Euclides da Cunha, correspondia a uma área equivalente ao estado do Rio Grande do Sul ou Maranhão. Da expedição surgiu o livro Through the Brazilian Wilderness (Pelas Selvas Brasileiras, Ed. Capo Paperback), escrito em 1914 por Roosevelt.
A Expedição Científica Rondon-Roosevelt também foi tema de um livro da autora norte-americana Candice Millard, intitulado "The River of Doubt" (Broadway, 2006). O rio enfrenta riscos pela ação dos homens, mediante a exploração, mineração e desmatamentos frequentes na amazônia. O documentário sobre esse episódio foi realizado para a televisão pela National Geographic.